# Marie-Thérèse Sanchez-Schmid
Marie-Thérèse Sanchez-Schmid (ur. 15 listopada 1957 w Perpignan) – francuska polityk, nauczycielka i samorządowiec, posłanka do Parlamentu Europejskiego VII kadencji.

## Życiorys
Z zawodu nauczycielka języka angielskiego. W 1993 objęła funkcję prezesa S.I.S.T., komunalnej organizacji zajmującej się transportem w 17 zrzeszonych gminach. Była radną Perpignan, a w 2001 została powołana na stanowisko zastępcy mera ds. edukacji i młodzieży. Zasiadała także w radzie aglomeracji.
Należała do Unii na rzecz Demokracji Francuskiej (wchodziła w skład władz partyjnej frakcji kobiet). Z UDF przeszła do Unii na rzecz Ruchu Ludowego. Działała też w stowarzyszonej z ludowcami Partii Radykalnej.
W wyborach w 2009 z listy UMP uzyskała mandat deputowanej do Parlamentu Europejskiego. Przystąpiła do grupy Europejskiej Partii Ludowej, weszła w skład Komisji Kultury i Edukacji. W PE zasiadała do 2014.